# 水上巴士

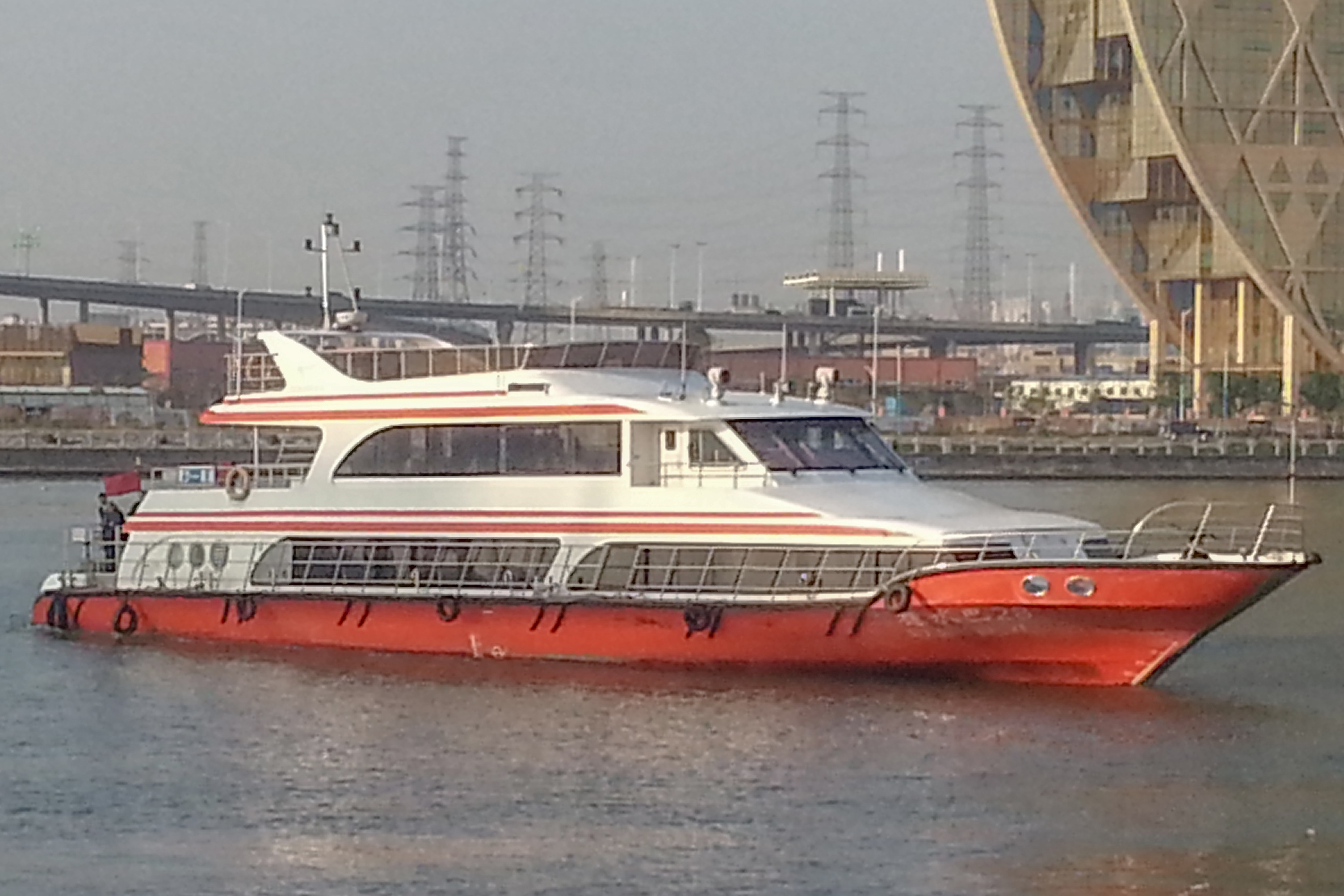
廣州水上巴士

水上巴士，指城市中以船舶为运载工具，在内河水域按航线行驶并停靠站的公共交通。水上巴士是擁有河道的城市特有的公共交通工具，拥有固定的航班，是城市公共交通系统的组成部分。

## 各地的水上巴士

### 亚洲
- 杭州水上巴士
- 广州水上巴士
- 深中水上巴士
- 香港水上巴士
- 兰州水上巴士

### 欧洲
- 威尼斯水上巴士
- 巴黎水上巴士